# Gastão Elias
Gastão José Ministro Elias (* 24. listopadu 1990 Lourinhã) je portugalský profesionální tenista. Ve své dosavadní kariéře na okruhu ATP Tour nevyhrál žádný turnaj. Na challengerech ATP a okruhu ITF získal šestnáct titulů ve dvouhře a dva ve čtyřhře.
Na žebříčku ATP byl ve dvouhře nejvýše klasifikován v říjnu 2016 na 57. místě a ve čtyřhře v srpnu téhož roku na 151. místě. Trénují ho Jamie Oncins a Fabian Blengino. Na juniorském kombinovaném žebříčku ITF figuroval nejvýše na 6. příčce v lednu 2008.
V portugalském daviscupovém týmu debutoval v roce 2007 základním blokem 1. skupiny zóny Evropy a Afriky proti Gruzii, v němž prohrál v páru s Fredericem Gilem čtyřhru a zvítězil v závěrečné dvouhře nad Chrikadzem. Gruzie vyhrála 3:2 na zápasy. Do září 2022 v soutěži nastoupil k dvaceti třem mezistátním utkáním s bilancí 7–11 ve dvouhře a 9–12 ve čtyřhře.
Portugalsko reprezentoval na Letních olympijských hrách 2016 v Riu de Janeiru, kde v mužské dvouhře na úvod vyřadil Thanasise Kokkinakise. Vypadl ve druhém kole, když nestačil na dvanáctého nasazeného Američana Steva Johnsona. Do mužské čtyřhry nastoupili s João Sousou v roli náhradníků. Soutěž opustili po prohře ve druhém kole od kanadských turnajových sedmiček Daniela Nestora a Vaska Pospisila.

## Tenisová kariéra
V rámci hlavních soutěží událostí okruhu ITF debutoval v říjnu 2006, když na turnaji ve španělském El Ejidu prošel kvalifikačním sítem. Start na nižším okruhu ITF tak učinil pět měsíců poté, co již zasáhl do kvalitativně vyšší úrovně tenisu ATP Tour. V úvodním kole španělské události podlehl Francouzi Laurentu Rochetteovi. Premiérový titul na challengerech si odvezl z Ria de Janeira, kde v říjnu 2012 ve finále přehrál srbského hráče Borise Pašanskiho po dvousetovém průběhu. Průnik mezi sto nejlepších tenistů zaznamenal 25. dubna 2016 po titulu na turínském challengeru, když mu na žebříčku ATP patřila 94. příčka.

Ve dvouhře okruhu ATP Tour debutoval v 15 letech na květnovém Estoril Open 2006 v Oeiras. Z pozice šťastného poraženého, postoupivšího z kvalifikace, vypadl v úvodním kole dvouhry s Rusem Dmitrijem Tursunovem. Premiérový vyhraný zápas v této úrovni zaznamenal na Portugal Open 2013 po vyřazení Argentince Horacia Zeballose. Ve druhé fázi turnaje, jenž odehrál na divokou kartu, zdolal Uzbeka Denise Istomina, aby jej ve čtvrtfinále zastavil pozdější vítěz Stanislas Wawrinka. V rámci série ATP Masters do roku 2017 neodehrál žádné utkání hlavní soutěže, když jeho bilance v kvalifikacích činila 1–9. Jediné vítězství si připsal v prvním kole kvalifikace Cincinnati Masters 2016, kde přehrál Luka Savilleho. Následně mu stopku vystavil Gruzínec Nikoloz Basilašvili.
Do prvního semifinále na okruhu ATP Tour se probojoval na červencovém Swedish Open 2016 v Bastadu, do něhož prošel po zdolání druhého nasazeného krajana Joãa Sousy. Před branami finále uhrál pouze čtyři gamy na Španěla Fernanda Verdasca. Podruhé si semifinálovou fázi zahrál o týden později na Croatia Open Umag 2016 po zdolání Pabla Carreña Busty. Mezi poslední čtveřicí jej však vyřadila italská turnajová čtyřka Fabio Fognini.
Největší výhrou kariéry k roku 2017 bylo vyřazení světové sedmičky Gaëla Monfilse ve druhém kole podzimního If Stockholm Open 2016. Ve čtvrtfinále však skončil na raketě Američana Jacka Socka. Po turnaji se posunul na kariérní žebříčkové maximum, když mu v závěru října 2016 patřilo 57. místo.
Debut v hlavní soutěži nejvyšší grandslamové kategorie zaznamenal v mužském singlu Wimbledonu 2013. V úvodním kole však nenašel recept na dvacátého šestého nasazeného Ukrajince Alexandra Dolgopolova.

## Finále na challengerech ATP
| Legenda                      |
| ---------------------------- |
| Challengery (10–11 D; 3–4 Č) |

### Dvouhra: 21 (10–11)
| Stav      | datum              | turnaj                   | povrch | soupeř ve finále       | výsledek           |
| --------- | ------------------ | ------------------------ | ------ | ---------------------- | ------------------ |
| Finalista | 18. září 2011      | Belo Horizonte, Brazílie | antuka | Júlio Silva            | 4–6, 4–6           |
| Finalista | 13. listopadu 2011 | Buenos Aires, Argentina  | antuka | Carlos Berlocq         | 1–6, 6–7(3–7)      |
| Finalista | 8. ledna 2012      | São Paulo, Brazílie      | tvrdý  | Thiago Alves           | 6–7(5–7), 6–7(1–7) |
| Finalista | 10. června 2012    | Caltanissetta, Itálie    | antuka | Tommy Robredo          | 3–6, 2–6           |
| Vítěz     | 21. října 2012     | Rio de Janeiro, Brazílie | antuka | Boris Pašanski         | 6–3, 7–5           |
| Finalista | 28. října 2012     | Porto Alegre, Brazílie   | antuka | Simon Greul            | 6–2, 6–7(5–7), 5–7 |
| Vítěz     | 21. dubna 2013     | Santos, Brazílie         | antuka | Rogério Dutra da Silva | 4–6, 6–2, 6–0      |
| Finalista | 27. dubna 2014     | Santos, Brazílie         | antuka | Máximo González        | 5–7, 3–6           |
| Finalista | 15. června 2014    | Blois, Francie           | antuka | Máximo González        | 2–6, 3–6           |
| Finalista | 1. února 2015      | Bucaramanga, Kolumbie    | antuka | Daniel Gimeno-Traver   | 3–6, 6–1, 5–7      |
| Vítěz     | 1. listopadu 2015  | Lima, Peru               | antuka | Andrej Martin          | 6–2, 7–6(7–4)      |
| Vítěz     | 8. listopadu 2015  | Guayaquil, Ekvádor       | antuka | Diego Schwartzman      | 6–0, 6–4           |
| Vítěz     | 24. dubna 2016     | Turin, Itálie            | antuka | Enrique López-Pérez    | 3–6, 6–4, 6–2      |
| Vítěz     | 22. května 2016    | Mestre, Itálie           | antuka | Horacio Zeballos       | 7–6(7–0), 6–2      |
| Finalista | duben 2017         | Barletta, Itálie         | antuka | Aljaž Bedene           | 6–7(4–7), 3–6      |
| Vítěz     | říjen 2017         | Campinas, Brazílie       | antuka | Renzo Olivo            | 3–6, 6–3, 6–4      |
| Finalista | listopad 2017      | Montevideo, Uruguay      | antuka | Pablo Cuevas           | 4–6, 3–6           |
| Finalista | duben 2021         | Oeiras, Portugalsko      | antuka | Zdeněk Kolář           | 4–6, 5–7           |
| Vítěz     | květen 2021        | Oeiras, Portugalsko      | antuka | Holger Rune            | 5–7, 6–4, 6–4      |
| Vítěz     | březen 2022        | Oeiras, Portugalsko      | antuka | Nino Serdarušić        | 6-3, 6-4           |
| Vítěz     | duben 2022         | Oeiras, Portugalsko      | antuka | Alessandro Giannessi   | 7–6(7–4), 6–1      |

### Čtyřhra: 6 (2–4)
| Stav      | datum              | turnaj                   | povrch | spoluhráč                | soupeři ve finále                           | výsledek              |
| --------- | ------------------ | ------------------------ | ------ | ------------------------ | ------------------------------------------- | --------------------- |
| Finalista | 5. listopadu 2011  | São Leopoldo, Brazílie   | antuka | Frederico Gil            | Franco Ferreiro Rubén Ramírez Hidalgo       | 7–6(7–4), 3–6, [9–11] |
| Finalista | 20. dubna 2013     | Santos, Brazílie         | antuka | Guilherme Clezar         | Pavol Červenák Matteo Viola                 | 2–6, 6–4, [6–10]      |
| Vítěz     | 4. října 2015      | Porto Alegre, Brazílie   | antuka | Frederico Ferreira Silva | Cristian Garín Juan Carlos Sáez             | 6–2, 6–4              |
| Finalista | 8. listopadu 2015  | Guayaquil, Ekvádor       | antuka | Fabricio Neis            | Guillermo Durán Andrés Molteni              | 3–6, 4–6              |
| Finalista | 21. listopadu 2015 | Montevideo, Uruguay      | antuka | Marcelo Demoliner        | Andrej Martin Hans Podlipnik                | 4–6, 6–3, [6–10]      |
| Vítěz     | 24. ledna 2016     | Rio de Janeiro, Brazílie | antuka | André Ghem               | Jonathan Eysseric Miguel Ángel Reyes-Varela | 6–4, 7–6(7–2)         |

## Finále na okruhu Futures
| Legenda                |
| ---------------------- |
| Futures (6–6 D; 0–1 Č) |

### Dvouhra: 12 (6–6)
| Stav      | datum              | turnaj                    | povrch | soupeř ve finále         | výsledek                     |
| --------- | ------------------ | ------------------------- | ------ | ------------------------ | ---------------------------- |
| Finalista | 5. března 2007     | Cartagena, Španělsko      | antuka | Adrián Menéndez-Maceiras | 6–3, 2–6, 4–6                |
| Vítěz     | 29. října 2007     | Ciudad Obregón, Mexiko    | tvrdý  | Pablo Martin-Adalia      | 6–2, 6–3                     |
| Vítěz     | 21. ledna 2008     | Boca Raton, USA           | tvrdý  | Alberto Francis          | 7–5, 6–4                     |
| Finalista | 14. listopadu 2010 | Barueri, Brazílie         | tvrdý  | Daniel Dutra da Silva    | 7–6(7–0), 6–7(3–7), 6–7(5–7) |
| Vítěz     | 1. ledna 2011      | São Paulo, Brazílie       | tvrdý  | André Ghem               | 6–3, 6–4                     |
| Vítěz     | 12. února 2011     | Cartagena, Kolumbie       | tvrdý  | Malek Džazírí            | 6–3, 6–3                     |
| Finalista | 13. března 2011    | McAllen, USA              | tvrdý  | Wayne Odesnik            | 7–6(7–5), 4–6, 1–6           |
| Finalista | říjen 2011         | São Paulo, Brazílie       | antuka | Julio Silva              | 5–7, 5–7                     |
| Finalista | září 2020          | Sintra, Portugalsko       | tvrdý  | Nuno Borges              | 2–6, 2–6                     |
| Vítěz     | říjen 2020         | Porto, Portugalsko        | tvrdý  | Nuno Borges              | 6–3, 6–3                     |
| Vítěz     | únor 2021          | Villena, Španělsko        | tvrdý  | Holger Rune              | 3–6, 6–2, 6–1                |
| Finalista | únor 2021          | Vale do Lobo, Portugalsko | tvrdý  | Evan Furness             | 2–6, 4–6                     |

### Čtyřhra: 1 (0–1)
| Stav      | datum             | turnaj                     | povrch | spoluhráč   | soupeři ve finále         | výsledek           |
| --------- | ----------------- | -------------------------- | ------ | ----------- | ------------------------- | ------------------ |
| Finalista | 6. listopadu 2006 | Ponta Delgada, Portugalsko | tvrdý  | Pedro Sousa | Tuomas Ketola Juho Paukku | 7–6(7–4), 3–6, 4–6 |